# Рдест плавающий
Рдест пла́вающий, или водяна́я капу́ста (лат. Potamogéton nátans) — многолетнее травянистое водное растение; вид рода Рдест.

## Ботаническое описание

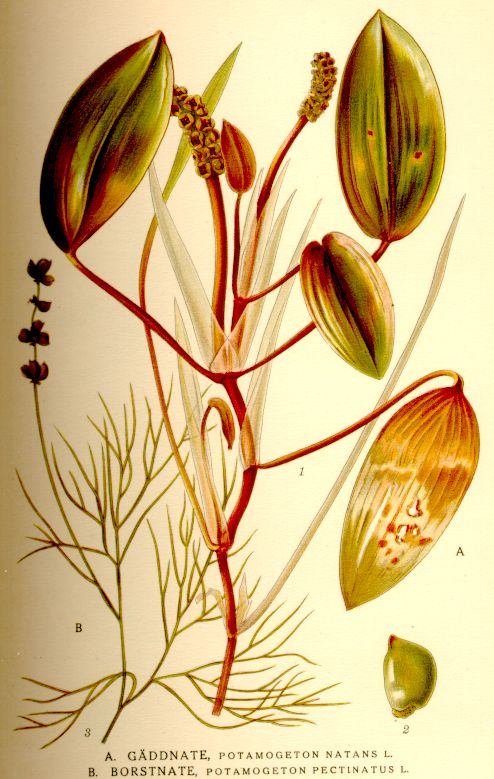
Potamogeton natans (А) и Potamogeton pectinatus.

Корневище ползучее ветвистое; его междоузлия к осени клубневидно утолщаются.
Стебель довольно толстый, заполненный воздухоносной тканью, простой или слабо ветвистый, круглый в сечении, 60—150 см длиной, с подводными и плавающими листьями.
Черешки листьев длинные, на верхней своей стороне плоские, или плоско-бороздчатые, или желобчатые.
Подводные листья — лишённые листовой пластинки очерёдные линейные или ланцетные (иногда почти полностью редуцированные) длинные черешки; до 50 см длиной, малопрозрачные, образуются весной, ко времени цветения обычно разрушаются. Прилистниковидные придатки до 15 см длиной, иногда полукожистые, с перепончатыми краями.
Плавающие листья многочисленные, листовые пластинки их коричневато-зелёные плотные, кожистые, овальные или продолговатые, у основания сердевидно вырезанные, вверху коротко заострённые или тупые; длиной 8—12 и шириной 4—6 см; расположены очерёдно (только в местах отхождения соцветий два листа почти супротивны) на длинных черешках (которые иногда в 2—3 раза превышают длину самой пластинки). Жилкование листьев дуговидное.
Цветоносы 4—10 см длиной возвышаются над уровнем воды и несут многоцветковые густые цилиндрически-колосовидные соцветия 3—5 см длиной. Цветки мелкие зеленоватые невзрачные, обоеполые. Цветение в июне — июле.
Плод — обратнояйцевидный с коротким носиком орешек, 3—5 мм длиной. Плодоношение в июле — августе. Плодики долго не тонут и могут распространяться водой на большие расстояния.

## Распространение и экология
Рдест плавающий широко распространён в Северном полушарии.
Он довольно часто встречается в пресноводных стоячих или (реже) медленно текущих водоёмах — озёрах, прудах, старицах, каналах.
В России обычен на всей территории, одно из самых обычных речных растений Средней России.
Размножается и распространяется семенами и вегетативно. За счёт образования отчленяющихся боковых побегов и зимующих почек рдест плавающий способен быстро размножаться, особенно на мелководье, нередко полностью заполняя небольшие водоёмы.
Мезотроф.

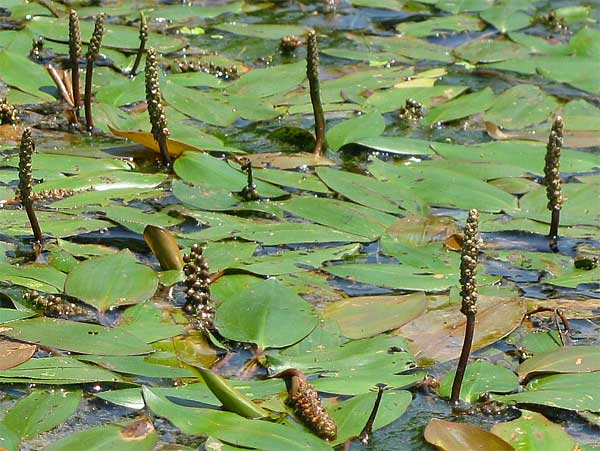
Рдест узловатый

В центральных и южных районах европейской части России и на юге Западной Сибири распространён похожий вид — Рдест узловатый, или речной (Potamogeton nodosus Poir.), отличающийся несколько утолщённым под листовой пластинкой черешком, удлинённым основанием пластинок у плавающих листьев и коричневыми прилистниками до 10 см длиной, рано опадающими.

## Химический состав
В растении найдено 7,5 % воды, 25,1 % клетчатки, 14,7 сырого протеина, 2,4 % жира и 44,9 % БЭВ. Плавающие листья содержат пигмент родоксантин {\displaystyle {\ce {C40H50O2}}} и редуцирующий сахар.

## Значение и применение

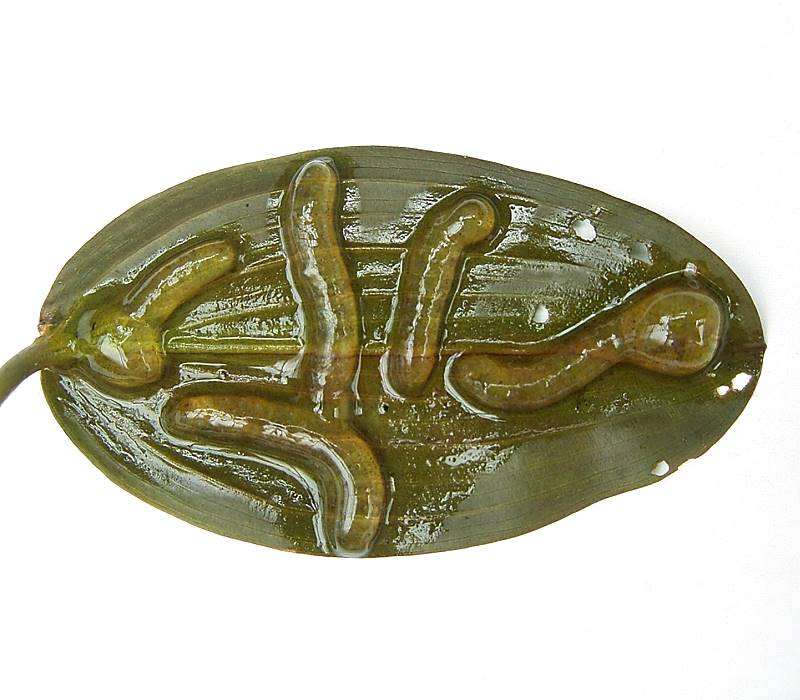
Нижняя сторона листа рдеста плавающего с икрой прудовика Lymnaea stagnalis

Плавающие кожистые листья охотно поедаются свиньями, другие домашние животные не едят. Семенами питается водоплавающая птица. Погруженными черешковидными листьями питаются рыба, которая прячется в этих зарослях и мечет икру. 
Большие заросли рдеста иногда препятствуют движению малых судов и лодок.
При очистке водоёмов зелёную массу рдеста можно использовать как удобрение для полей. Её также едят домашние свиньи.
Клубнеообразные утолщения на корневище рдеста плавающего содержат крахмал, их можно употреблять в пищу.
Плоды могут использоваться как корм для домашней водоплавающей птицы и при разведении рыб в рыбоводческих хозяйствах.